# 诺基亚C5-00
诺基亚 C5是诺基亚首款C系列手机，于2010年3月2日发布，采用基于S60第三版 Feature Pack 2平台的Symbian OS v9.3操作系统，定位经济型智能手机，主打社交网络分享功能。诺基亚 C5机身采用金属边框和后盖，最大厚度仅12毫米，并配置了320万像素的摄像镜头。

## 诺基亚 C5-00 5MP
C5-00有另一个版本名为C5-00 5MP（其中5MP应该指Megapixels，即像素），它和C5-00的区别在于前者的摄像头像素达500万像素，最大解析度达2592 × 1944像素，ROM增加到512MB，最大用户可用空间达270MB，RAM则达到256MB，MicroSD储存卡最大支持32GB。